# Färöische Hörnchenschnecke

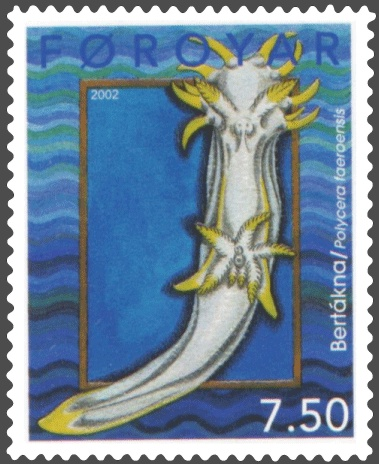
Auf den Färöern heißt dieser „Schmetterling des Ozeans“ Bertákna

Die Färöische Hörnchenschnecke (Polycera faeroensis), auf Färöisch Bertákna genannt, ist eine Hinterkiemerschnecke der Gruppe der Nacktschnecken (Nudibranchia). Sie gehört damit zu den Weichtieren (Mollusca) und dort zu den Schnecken (Gastropoda).

## Merkmale
Der Körper der färöischen Hörnchenschnecke ist durchsichtig mit leuchtend gelben „Hörnchen“ und Flecken. Diese Art ist größer als andere Hörnchenschnecken, und zwar bis zu 45 mm lang gegenüber 20 bis 25 mm der anderen Arten. In der Regel hat die Schnecke mehr als acht Tentakel am Kopf, im Vergleich zu vier bis sechs bei der nah verwandten Gestreiften Hörnchenschnecke (Polycera quadrilineata).

## Vorkommen und Verbreitung
Die Färöische Hörnchenschnecke ist im östlichen Nordatlantik verbreitet. Funde sind belegt vor den Küsten von Färöer, Frankreich, Irland, Kanalinseln, Norwegen, Schottland, Schweden und Spanien.

## Entdeckungsgeschichte
Ein Exemplar der färöischen Hörnchenschnecke wurde das erste Mal im Juni 1899 in den tiefen Rinnen zwischen Nólsoy und Eysturoy auf den Färöern gefunden. Der dänische Experte für Hinterkiemer, Henning Lemche, beschrieb die Art in The Zoology of the Faroes von 1929. Das Exemplar befand sich in relativ schlechter Verfassung, aber durch die Form und die Größe der Raspelzunge zeichnete es sich doch als neue Art aus. Spätere Funde haben belegt, dass die Art größer ist als andere nahe Verwandte.

## Färöische Wortherkunft
Der Name Bertákna setzt sich zusammen aus bera (= nackt gemeingermanisch verwandt mit bar vgl. barfuß) und tákn (= Kiemen und auch: Barten, eventuell gemeingermanisch verwandt mit Zacken und/oder Takel, Tentakel). Bertákna meint also Nacktkiemer, und das ist die korrekte zoologische Bezeichnung für dieses Tier, das genau genommen ein nackter Hinterkiemer ist.